# Сен-Жак (парафія, Нью-Брансвік)
Сен-Жак (англ. Saint-Jacques) — парафія в Канаді, у провінції Нью-Брансвік, у складі графства Мадаваска.

## Населення
За даними перепису 2016 року, парафія нараховувала 1596 осіб, показавши скорочення на 0,2%, порівняно з 2011-м роком. Середня густина населення становила 5,3 осіб/км².
З офіційних мов обидвома одночасно володіли 805 жителів, тільки англійською — 5, тільки французькою — 790. Усього 5 осіб вважали рідною мовою не одну з офіційних.
Працездатне населення становило 63,4% усього населення, рівень безробіття — 11% (11,1% серед чоловіків та 9,6% серед жінок). 86,7% осіб були найманими працівниками, а 12,1% — самозайнятими.
Середній дохід на особу становив $34 542 (медіана $28 656), при цьому для чоловіків — $40 392, а для жінок $28 182 (медіани — $35 243 та $23 136 відповідно).
25,3% мешканців мали закінчену шкільну освіту, не мали закінченої шкільної освіти — 31,9%, 43,2% мали післяшкільну освіту, з яких 32,2% мали диплом бакалавра, або вищий, 10 осіб мали вчений ступінь.
| Статево-вікова структура населення | Статево-вікова структура населення | Статево-вікова структура населення | Статево-вікова структура населення | Статево-вікова структура населення |
| ---------------------------------- | ---------------------------------- | ---------------------------------- | ---------------------------------- | ---------------------------------- |
|                                    |                                    |                                    |                                    |                                    |
| Всього                             | Всього                             | 51,4%48,6%                         |                                    |                                    |
| 0 — 14 років                       | 0 — 14 років                       |                                    | 12,2%                              | 12,2%                              |
| 15 — 64 років                      | 15 — 64 років                      |                                    | 69,6%                              | 69,6%                              |
| 65 і більше                        | 65 і більше                        |                                    | 18,2%                              | 18,2%                              |
| 85 і більше                        | 85 і більше                        |                                    | 0,6%                               | 0,6%                               |
| Середній вік (років)               | Середній вік (років)               | 46,145,7                           | 45,9                               | 45,9                               |
| Медіана (років)                    | Медіана (років)                    | 52,050,5                           | 51,2                               | 51,2                               |
| — чоловіки — жінки                 |                                    |                                    |                                    |                                    |

| Походження мешканців:     | Походження мешканців:     | Походження мешканців: | Походження мешканців: | Походження мешканців: |
| ------------------------- | ------------------------- | --------------------- | --------------------- | --------------------- |
| Походження                |                           |                       | осіб                  | %                     |
| Корінні американці        | Корінні американці        |                       | 115                   | 7.19%                 |
| Інше північноамериканське | Інше північноамериканське |                       | 1 360                 | 85%                   |
| Європейське               | Європейське               |                       | 465                   | 29.06%                |
| британське                | британське                |                       | 70                    | 4.38%                 |
| французьке                | французьке                |                       | 430                   | 26.88%                |

| Зайнятість населення за галузями (за класифікацією NOC): | Зайнятість населення за галузями (за класифікацією NOC): | Зайнятість населення за галузями (за класифікацією NOC): | Зайнятість населення за галузями (за класифікацією NOC): | Зайнятість населення за галузями (за класифікацією NOC): |
| -------------------------------------------------------- | -------------------------------------------------------- | -------------------------------------------------------- | -------------------------------------------------------- | -------------------------------------------------------- |
|                                                          |                                                          |                                                          |                                                          |                                                          |
| Управління                                               | Управління                                               |                                                          | 7,6%                                                     | 7,6%                                                     |
| Бізнес, фінанси та адміністрування                       | Бізнес, фінанси та адміністрування                       |                                                          | 7%                                                       | 7%                                                       |
| Природничі та прикладні науки                            | Природничі та прикладні науки                            |                                                          | 3,5%                                                     | 3,5%                                                     |
| Охорона здоров'я                                         | Охорона здоров'я                                         |                                                          | 9,4%                                                     | 9,4%                                                     |
| Освіта, правозахист, муніципальні та урядові служби      | Освіта, правозахист, муніципальні та урядові служби      |                                                          | 15,2%                                                    | 15,2%                                                    |
| Мистецтво, культура, відпочинок та спорт                 | Мистецтво, культура, відпочинок та спорт                 |                                                          | 1,8%                                                     | 1,8%                                                     |
| Роздрібна торгівля та послуги                            | Роздрібна торгівля та послуги                            |                                                          | 22,8%                                                    | 22,8%                                                    |
| Гуртова торгівля, транспорт та обладнання                | Гуртова торгівля, транспорт та обладнання                |                                                          | 17%                                                      | 17%                                                      |
| Природні ресурси, сільське господарство                  | Природні ресурси, сільське господарство                  |                                                          | 5,8%                                                     | 5,8%                                                     |
| Виробництво                                              | Виробництво                                              |                                                          | 8,8%                                                     | 8,8%                                                     |

## Клімат
Середня річна температура становить 3°C, середня максимальна – 21,9°C, а середня мінімальна – -20,5°C. Середня річна кількість опадів – 1 069 мм.
| Клімат поселення                              | Клімат поселення | Клімат поселення | Клімат поселення | Клімат поселення | Клімат поселення | Клімат поселення | Клімат поселення | Клімат поселення | Клімат поселення | Клімат поселення | Клімат поселення | Клімат поселення | Клімат поселення |
| Показник                                      | Січ.             | Лют.             | Бер.             | Квіт.            | Трав.            | Черв.            | Лип.             | Серп.            | Вер.             | Жовт.            | Лист.            | Груд.            |                  |
| Середній максимум, °C                         | −7,73            | −5,71            | 0,96             | 8,16             | 16,28            | 21,27            | 21,94            | 20,70            | 15,62            | 9,62             | 3,06             | −5,53            |                  |
| Середня температура, °C                       | −14,14           | −12,11           | −5,45            | 1,74             | 9,90             | 14,86            | 17,97            | 16,75            | 11,67            | 5,66             | −0,89            | −9,48            |                  |
| Середній мінімум, °C                          | −20,54           | −18,5            | −11,84           | −4,65            | 3,49             | 8,46             | 14,02            | 12,79            | 7,72             | 1,69             | −4,85            | −13,44           |                  |
| Норма опадів, мм                              | 85               | 70               | 69               | 69               | 88               | 88               | 111              | 104              | 94               | 94               | 95               | 102              |                  |
| Середньомісячна швидкість вітру, м/с          | 4.02             | 4.02             | 4.12             | 3.91             | 3.57             | 3.24             | 2.92             | 2.90             | 3.20             | 3.58             | 3.80             | 4.00             |                  |
| Середньомісячна сонячна радіація, кДж/м²·день | 4975             | 8237             | 12226            | 15954            | 18596            | 20298            | 19515            | 17114            | 12535            | 7643             | 4541             | 3790             |                  |
| --------------------------------------------- | ---------------- | ---------------- | ---------------- | ---------------- | ---------------- | ---------------- | ---------------- | ---------------- | ---------------- | ---------------- | ---------------- | ---------------- | ---------------- |
| Джерело:                                      |                  |                  |                  |                  |                  |                  |                  |                  |                  |                  |                  |                  |                  |